# PGC 043234
PGC 043234 is een klein sterrenstelsel in het supercluster Coma. Het sterrenstelsel bevindt zich op een afstand van 300 miljoen lichtjaar. PGC 043234 is met het blote oog niet zichtbaar.
Zoals de meeste sterrenstelsels, heeft PGC 043234 een zwart gat in het centrum van het stelsel. In 2015 namen Nederlandse astronomen waar dat een ster uiteen gereten werd doordat het te dicht in de buurt van het zwarte gat kwam. De materie verzamelde zich in een accretieschijf en werd ten slotte door het zwarte gat opgezogen. Een deel van de materie werd als jets afgestoten. Normaal neemt dit proces een te lange tijd in beslag om goed te kunnen waarnemen, maar nu duurde het niet langer dan enkele maanden.